# Hemeroblemma turdipennis
Hemeroblemma turdipennis är en fjärilsart som beskrevs av Achille Guenée 1852. Hemeroblemma turdipennis ingår i släktet Hemeroblemma och familjen nattflyn. Inga underarter finns listade i Catalogue of Life.